# NGC 833
NGC 833 is een spiraalvormig sterrenstelsel in het sterrenbeeld Walvis. Het hemelobject werd op 28 november 1785 ontdekt door de Duits-Britse astronoom William Herschel.

## Synoniemen
- PGC 8225
- MCG -2-6-30
- Arp 318
- HCG 16B